# 第71回アカデミー賞
第71回アカデミー賞（だい71かいアカデミーしょう）は1999年3月21日に発表・授賞式が行われた。司会はウーピー・ゴールドバーグ。13部門にノミネートされていた『恋におちたシェイクスピア』が作品賞をはじめとする7部門を受賞した。

## 式典
式典はロサンゼルスのロサンゼルス・ミュージックセンターにあるドロシー・チャンドラー・パビリオンで行われた。この会場では30年以上授賞式が行われてきたが、1999年が最後となり、2000年と2001年がシュライン・オーディトリアム、2002年からはコダック・シアターで行われることになっている。授賞式は4時間2分に渡って行われ、例年よりも長いものとなった。
特別イベントとして、1998年に亡くなったフランク・シナトラと、授賞式の2週間前に亡くなったスタンリー・キューブリックの追悼が行われた。
また、映画監督のエリア・カザンに名誉賞が贈られた。しかし、元共産党員であったカザンは、赤狩りのあった1950年代、友人の映画人達を共産主義者であるとして下院非米活動委員会に密告したため、現在でも裏切り者であるとの見方もあり、彼に対して拍手することを拒んだ映画人の様子も放映された。

## 候補と受賞の一覧
太字は受賞である。
また、以下での人名表記は
1. 作品の日本語公式情報およびAMPAS公式サイトの日本版とWOWOWによる授賞式放送での表記に準ずる。
2. 見当たらない場合はデータベースサイトなどを参考。
3. それでもない場合は英語表記のままとする。

| 作品賞 | 監督賞 |
| --- | --- |
| - 『恋におちたシェイクスピア』 – ハーヴェイ・ワインスタイン、ドナ・ジグリオッティ、デヴィッド・パーフィット、エドワード・ズウィック、マーク・ノーマン - 『エリザベス』 – アリソン・オーウェン、エリック・フェルナー、ティム・ビーヴァン - 『ライフ・イズ・ビューティフル』 – エルダ・フェッリ、ジャンルイジ・ブラスキ - 『プライベート・ライアン』 – スティーヴン・スピルバーグ、マーク・ゴードン、イアン・ブライス - 『シン・レッド・ライン』 – ロバート・マイケル・ゲイスラー、グラント・ヒル、ジョン・ロバデュー | - スティーヴン・スピルバーグ – 『プライベート・ライアン』 - ロベルト・ベニーニ – 『ライフ・イズ・ビューティフル』 - ジョン・マッデン – 『恋におちたシェイクスピア』 - テレンス・マリック – 『シン・レッド・ライン』 - ピーター・ウィアー – 『トゥルーマン・ショー』 |
| 主演男優賞 | 主演女優賞 |
| - ロベルト・ベニーニ – 『ライフ・イズ・ビューティフル』 - トム・ハンクス – 『プライベート・ライアン』 - イアン・マッケラン – 『ゴッド・アンド・モンスター』 - ニック・ノルティ – 『白い刻印』 - エドワード・ノートン – 『アメリカン・ヒストリーX』 | - グウィネス・パルトロー – 『恋におちたシェイクスピア』 - ケイト・ブランシェット – 『エリザベス』 - フェルナンダ・モンテネグロ – 『セントラル・ステーション』 - メリル・ストリープ – 『母の眠り』 - エミリー・ワトソン – 『ほんとうのジャクリーヌ・デュ・プレ』 |
| 助演男優賞 | 助演女優賞 |
| - ジェームズ・コバーン – 『白い刻印』 - ロバート・デュヴァル – 『シビル・アクション』 - エド・ハリス – 『トゥルーマン・ショー』 - ジェフリー・ラッシュ – 『恋におちたシェイクスピア』 - ビリー・ボブ・ソーントン – 『シンプル・プラン』 | - ジュディ・デンチ – 『恋におちたシェイクスピア』 - キャシー・ベイツ – 『パーフェクト・カップル』 - ブレンダ・ブレッシン – 『リトル・ヴォイス』 - レイチェル・グリフィス – 『ほんとうのジャクリーヌ・デュ・プレ』 - リン・レッドグレイヴ – 『ゴッド・アンド・モンスター』 |
| 脚本賞 | 脚色賞 |
| - 『恋におちたシェイクスピア』 – マーク・ノーマン、トム・ストッパード - 『ブルワース』 – ウォーレン・ベイティ、ジェレミー・ピクサー - 『ライフ・イズ・ビューティフル』 – ヴィンセンツォ・セラミ、ロベルト・ベニーニ - 『プライベート・ライアン』 – ロバート・ロダット - 『トゥルーマン・ショー』 – アンドリュー・ニコル | - 『ゴッド・アンド・モンスター』 – ビル・コンドン - 『アウト・オブ・サイト』 – スコット・フランク - 『パーフェクト・カップル』 – エレイン・メイ - 『シンプル・プラン』 – スコット・B・スミス - 『シン・レッド・ライン』 – テレンス・マリック |
| 外国語映画賞 | 歌曲賞 |
| - 『ライフ・イズ・ビューティフル』 (イタリア) – ロベルト・ベニーニ - 『セントラル・ステーション』 (ブラジル) – ウォルター・サレス - 『運動靴と赤い金魚』 (イラン) – マジッド・マジディ - The Grandfather (スペイン) – ホセ・ルイス・ガルシ - 『タンゴ』 (アルゼンチン) – カルロス・サウラ | - 「ホエン・ユー・ビリーブ」（『プリンス・オブ・エジプト』） – スティーヴン・シュワルツ (作詞・作曲) - "I Don't Want to Miss a Thing"（『アルマゲドン』） – ダイアン・ウォーレン (作詞・作曲) - "That'll Do"（『ベイブ/都会へ行く』） – ランディ・ニューマン (作詞・作曲) - "A Soft Place to Fall"（『モンタナの風に抱かれて』） – アリソン・ムーラー (作詞・作曲)、グウィル・オーウェン (作詞・作曲) - "The Prayer"（『キャメロット』） – キャロル・ベイヤー・セイガー (作詞・作曲)、デイヴィッド・フォスター (作詞・作曲)、トニー・レニス (作詞)、アルベルト・テスタ (作詞) |
| 長編ドキュメンタリー映画賞 | 短編ドキュメンタリー映画賞 |
| - The Last Days – ジェームズ・モル、ケン・リッパー - Dancemaker – マシュー・ダイアモンド、ジェリー・クップァー - The Farm: Angola, USA – ジョナサン・スタック、リズ・ガーバス - Lenny Bruce: Swear to Tell the Truth – ロバート・B・ウェイド - Regret to Inform – バーバラ・ソナボーン、ジャネット・コール | - 『パーソナルズ』 – 伊比恵子 - A Place in the Land – チャールズ・グッケンハイム - Sunrise Over Tiananmen Square – Shui-Bo Wang、Donald McWilliams |
| 短編実写映画賞 | 短編アニメ映画賞 |
| - Election Night – キム・マグナソン、アンドレス・トーマス・ヤンセン - Culture – ウィル・スペック、ジョン・ゴードン - Holiday Romance – Alexander Jovy、JJ Keith - La Carte Postale – Vivian Goffette - Victor – Simon Sandquist、Joel Bergvall | - Bunny – クリス・ウェッジ - The Canterbury Tales – クリストファー・グレイス、ジョナサン・マイアソン - Jolly Roger – マーク・ベイカー - More – マーク・オズボーン、スティーヴィン・B・カラファー - When Life Departs – Karsten Kiilerich、Stefan Fjeldmark |
| 劇映画音楽賞 | ミュージカル・喜劇映画音楽賞 |
| - 『ライフ・イズ・ビューティフル』 – ニコラ・ピオヴァーニ - 『エリザベス』 – デヴィッド・ハーシュフェルダー - 『カラー・オブ・ハート』 – ランディ・ニューマン - 『プライベート・ライアン』 – ジョン・ウィリアムズ - 『シン・レッド・ライン』 – ハンス・ジマー | - 『恋におちたシェイクスピア』 – スティーヴン・ウォーベック - 『バグズ・ライフ』 – ランディ・ニューマン - 『ムーラン』 – マシュー・ワイルダー、デイビッド・ジッペル、ジェリー・ゴールドスミス - 『パッチ・アダムス トゥルー・ストーリー』 – マーク・シャイマン - 『プリンス・オブ・エジプト』 – スティーヴン・シュワルツ、ハンス・ジマー |
| 音響編集賞 | 録音賞 |
| - 『プライベート・ライアン』 – ゲイリー・ライドストロム、リチャード・ヒムンズ - 『アルマゲドン』 – ジョージ・ワッターズ二世 - 『マスク・オブ・ゾロ』 – デビッド・マクモイラー | - 『プライベート・ライアン』 – ゲイリー・ライドストロム、ゲイリー・サマーズ、アンディ・ネルソン、ロン・ジャドキンス - 『アルマゲドン』 – ケヴィン・オコネル、グレッグ・P・ラッセル、キース・A・ウェスター - 『マスク・オブ・ゾロ』 – ケヴィン・オコネル、グレッグ・P・ラッセル、パド・キューザック - 『恋におちたシェイクスピア』 – ロビン・オドナヒュー、ドミニク・レスター、ピーター・グロソップ - 『シン・レッド・ライン』 – アンディ・ネルソン、アンナ・ベルマー、ポール・ブリンキャット                                                                                  |
| 美術賞 | 撮影賞 |
| - 『恋におちたシェイクスピア』 – マーティン・チャイルズ (美術)、ジル・クォーティアー (装置) - 『エリザベス』 – ジョン・マイヤー (美術)、ピーター・ハウィット (装置) - 『カラー・オブ・ハート』 – ジャニーン・クローディア・オッペウォール (美術)、ジェイ・ハート (装置) - 『プライベート・ライアン』 – トーマス・E・サンダース (美術)、リサ・ディーン・カヴァノー (装置) - 『奇蹟の輝き』 – エウジェニオ・ザネッティ (美術)、シンディ・カー (装置)                                                                  | - 『プライベート・ライアン』 – ヤヌス・カミンスキー - 『シビル・アクション』 – コンラッド・L・ホール - 『エリザベス』 – レミ・アデファラシン - 『恋におちたシェイクスピア』 – リチャード・グレートレックス - 『シン・レッド・ライン』 – ジョン・トール |
| メイクアップ賞 | 衣裳デザイン賞 |
| - 『エリザベス』 - ジェニー・シャーコア - 『プライベート・ライアン』 - ロイス・バーウェル、コナー・オサリヴァン、ダニエル・C・ストリーピーク - 『恋におちたシェイクスピア』 - リサ・ウェストコット、ヴェロニカ・ブレブナー | - 『恋におちたシェイクスピア』 - サンディ・パウエル - 『愛されし者』 - コリーン・アトウッド - 『エリザベス』 - アレクサンドラ・バーン - 『カラー・オブ・ハート』 - ジュディアンナ・マコフスキー - 『ベルベット・ゴールドマイン』 - サンディ・パウエル |
| 編集賞 | 視覚効果賞 |
| - 『プライベート・ライアン』 - マイケル・カーン - 『ライフ・イズ・ビューティフル』 - シモナ・パッジ - 『アウト・オブ・サイト』 - アン・V・コーツ - 『恋におちたシェイクスピア』 - デヴィッド・ギャンブル - 『シン・レッド・ライン』 - ビリー・ウェバー、レスリー・ジョーンズ、サール・クライン | - 『奇蹟の輝き』 - ジョエル・ハイネック、ニコラス・ブルックス、スチュアート・ロバートソン、ケヴィン・マック - 『アルマゲドン』 - リチャード・R・フーバー、パトリック・マックラング、ジョン・フレイザー - 『マイティ・ジョー』 - リック・ベイカー、ホイト・イートマン、アレン・ホール、ジム・ミッチェル |

### アカデミー名誉賞
- エリア・カザン[4]

### アービング・G・タルバーグ賞
- ノーマン・ジュイソン[5]

### 統計
| 候補数 | 作品名                             |
| ------ | ---------------------------------- |
| 13     | 恋におちたシェイクスピア           |
| 11     | プライベート・ライアン             |
| 7      | エリザベス                         |
| 7      | ライフ・イズ・ビューティフル       |
| 7      | シン・レッド・ライン               |
| 4      | アルマゲドン                       |
| 3      | ゴッド・アンド・モンスター         |
| 3      | カラー・オブ・ハート               |
| 3      | トゥルーマン・ショー               |
| 2      | 白い刻印                           |
| 2      | セントラル・ステーション           |
| 2      | シビル・アクション                 |
| 2      | ほんとうのジャクリーヌ・デュ・プレ |
| 2      | マスク・オブ・ゾロ                 |
| 2      | アウト・オブ・サイト               |
| 2      | パーフェクト・カップル             |
| 2      | プリンス・オブ・エジプト           |
| 2      | シンプル・プラン                   |
| 2      | 奇蹟の輝き                         |

| 受賞数 | 作品名                       |
| ------ | ---------------------------- |
| 7      | 恋におちたシェイクスピア     |
| 5      | プライベート・ライアン       |
| 3      | ライフ・イズ・ビューティフル |

## プレゼンター・パフォーマー[6][7]

### プレゼンター
| プレゼンター                                | 役                                                                        |
| ------------------------------------------- | ------------------------------------------------------------------------- |
| Randy Thomas                                | アナウンサー                                                              |
| ロバート・レイム (AMPAS 会長)               | 開会挨拶                                                                  |
| キム・ベイシンガー                          | 助演男優賞                                                                |
| グウィネス・パルトロー                      | 美術賞                                                                    |
| マイク・マイヤーズ                          | メイクアップ賞                                                            |
| ブレンダン・フレイザー                      | 短編実写映画賞                                                            |
| フリック ハイムリック                       | 短編アニメ映画賞                                                          |
| ロビン・ウィリアムズ                        | 助演女優賞                                                                |
| クリス・ロック                              | 音響編集賞                                                                |
| アンジェリカ・ヒューストン                  | 録音賞                                                                    |
| ジョン・ハーシェル・グレン                  | "Historical Figures in Cinema" montage                                    |
| ソフィア・ローレン                          | 外国語映画賞                                                              |
| アンディ・ガルシア アンディ・マクダウェル   | ミュージカル・喜劇映画音楽賞                                              |
| ジーナ・デイヴィス                          | 劇映画音楽賞                                                              |
| ジョン・トラボルタ                          | フランク・シナトラへのトリビュート                                        |
| アン・ヘッシュ                              | Academy Award for Technical Achievementセグメント ゴードン・E・ソーヤー賞 |
| ジム・キャリー                              | 編集賞                                                                    |
| ニコラス・ケイジ                            | アービング・G・タルバーグ賞                                               |
| リーアム・ニーソン                          | 視覚効果賞                                                                |
| ヴァル・キルマー                            | ジーン・オートリーとロイ・ロジャースへのトリビュート                      |
| ヘレン・ハント                              | 主演男優賞                                                                |
| ベン・アフレック マット・デイモン           | 短編ドキュメンタリー映画賞 長編ドキュメンタリー映画賞                     |
| ロバート・デ・ニーロ マーティン・スコセッシ | 名誉賞 (エリア・カザン)                                                   |
| ウーピー・ゴールドバーグ                    | 衣裳デザイン賞                                                            |
| ジェニファー・ロペス                        | 歌曲賞                                                                    |
| アネット・ベニング                          | In Memoriam                                                               |
| ユマ・サーマン                              | 撮影賞                                                                    |
| ジャック・ニコルソン                        | 主演女優賞                                                                |
| スティーヴン・スピルバーグ                  | スタンリー・キューブリックへのトリビュート                                |
| ゴールディ・ホーン スティーヴ・マーティン   | 脚色賞 脚本賞                                                             |
| ケヴィン・コスナー                          | 監督賞                                                                    |
| ハリソン・フォード                          | 作品賞                                                                    |

### パフォーマー
| 名前                                                                                        | 役           | 内容                                                  |
| ------------------------------------------------------------------------------------------- | ------------ | ----------------------------------------------------- |
| ビル・コンティ                                                                              | 編曲         | オーケストラ                                          |
| マライア・キャリー ホイットニー・ヒューストン                                               | パフォーマー | 「ホエン・ユー・ビリーブ」 (プリンス・オブ・エジプト) |
| エアロスミス                                                                                | パフォーマー | "I Don't Want to Miss a Thing" (アルマゲドン)         |
| Joaquín Cortés セビアン・グローバー Tai Jiminez デスモンド・リチャードソン ラスタ・トーマス | パフォーマー | ダンスナンバー                                        |
| アリソン・ムアアー                                                                          | パフォーマー | "A Soft Place to Fall" (モンタナの風に抱かれて)       |
| ピーター・ガブリエル ランディ・ニューマン                                                   | パフォーマー | "That'll Do" (ベイブ/都会へ行く)                      |
| セリーヌ・ディオン アンドレア・ボチェッリ                                                   | パフォーマー | "The Prayer" (キャメロット)                           |

### In Memoriam
昨年亡くなった映画人を偲ぶIn Memoriamではアネット・ベニングがプレゼンターを務め、監督のアラン・J・パクラ、黒澤明、俳優のE・G・マーシャル、スーザン・ストラスバーグ、ジョン・デレク、リチャード・カイリー、モーリン・オサリヴァン、フィル・ハートマン、ジャン・マレー、アリス・フェイ、ロディ・マクドウォール、ロバート・ヤング、撮影監督のフレディ・ヤング、振付師のジェローム・ロビンスなどの活躍を振り返った。